# 平舒乡
平舒乡，是中华人民共和国山西省晋中市寿阳县下辖的一个乡镇级行政单位。

## 行政区划
平舒乡下辖以下地区：
平舒村、太安村、古城村、西岢村、东岢村、黄岭村、东郭义村、西郭义村、安公村、段王村、上峪村和龙门河村。